# 友駿ホースクラブ
株式会社友駿ホースクラブ（ゆうしゅんホースクラブ／Yushun Horse Club Co. Ltd.）は、日本中央競馬会に馬主登録をしているクラブ法人である。愛馬会法人「株式会社友駿ホースクラブ愛馬会」より匿名組合契約に基づく競走馬の現物出資を受けて、中央競馬などの競走に出走させている。
勝負服の柄は青、赤袖、白三本輪、冠名には馬名の後方に「シチー」を用いるが、ごく初期の所有馬には世界各国の都市の名前をつけていた。

## 歴史
- 1968年12月 - 日本最初の会員制愛馬会法人として開業。
- 1981年 - ロビンソンシチーが京都記念（春）を制し、重賞初制覇。
- 1986年 - ゴールドシチーが阪神3歳ステークスを制し、GI競走初制覇。
- 2002年 - オーストラリアに現地愛馬会法人「ユウシュンインターナショナル」を開業。
- 2005年 - アメリカに現地愛馬会法人「USAユウシュンオーナーズ」を開業。

## 主な所有馬

### 引退馬
- ダコタ - 1971年NHK杯2着、東京優駿1番人気
- ロビンソンシチー - 1981年京都記念（春）
- ゴールドシチー - 1986年最優秀3歳牡馬。1986年阪神3歳ステークス
- プレジデントシチー - 1987年朝日チャレンジカップ、1988年小倉記念、1990年ブリーダーズゴールドカップ
- ヤンゲストシチー - 1989年チューリップ賞、サファイヤステークス2着、優駿牝馬3着
- リンカーンシチー - 1989年クリスタルカップ
- キョウトシチー - 1995年ウインターステークス、1996年シーサイドステークス、東京大賞典、1997年白山大賞典、浦和記念、1998年白山大賞典
- クラウンシチー - 1996年京王杯オータムハンデキャップ
- サンフォードシチー - 2000年武蔵野ステークス
- タップダンスシチー - 2002年朝日チャレンジカップ、2003年金鯱賞、京都大賞典、ジャパンカップ、2004年金鯱賞、宝塚記念、2005年金鯱賞
- オペラシチー - 2005年目黒記念
- エスポワールシチー - 2009年マーチステークス、かしわ記念、マイルチャンピオンシップ南部杯、ジャパンカップダート、2010年フェブラリーステークス、かしわ記念、2011年名古屋大賞典、みやこステークス、2012年かしわ記念、マイルチャンピオンシップ南部杯、2013年マイルチャンピオンシップ南部杯、JBCスプリント
- サンディエゴシチー - 2009年札幌2歳ステークス
- グランドシチー - 2013年マーチステークス[1]

## 友駿ホースクラブ愛馬会（愛馬会法人）
代表者は塩入満洋。